# Fjordský kůň

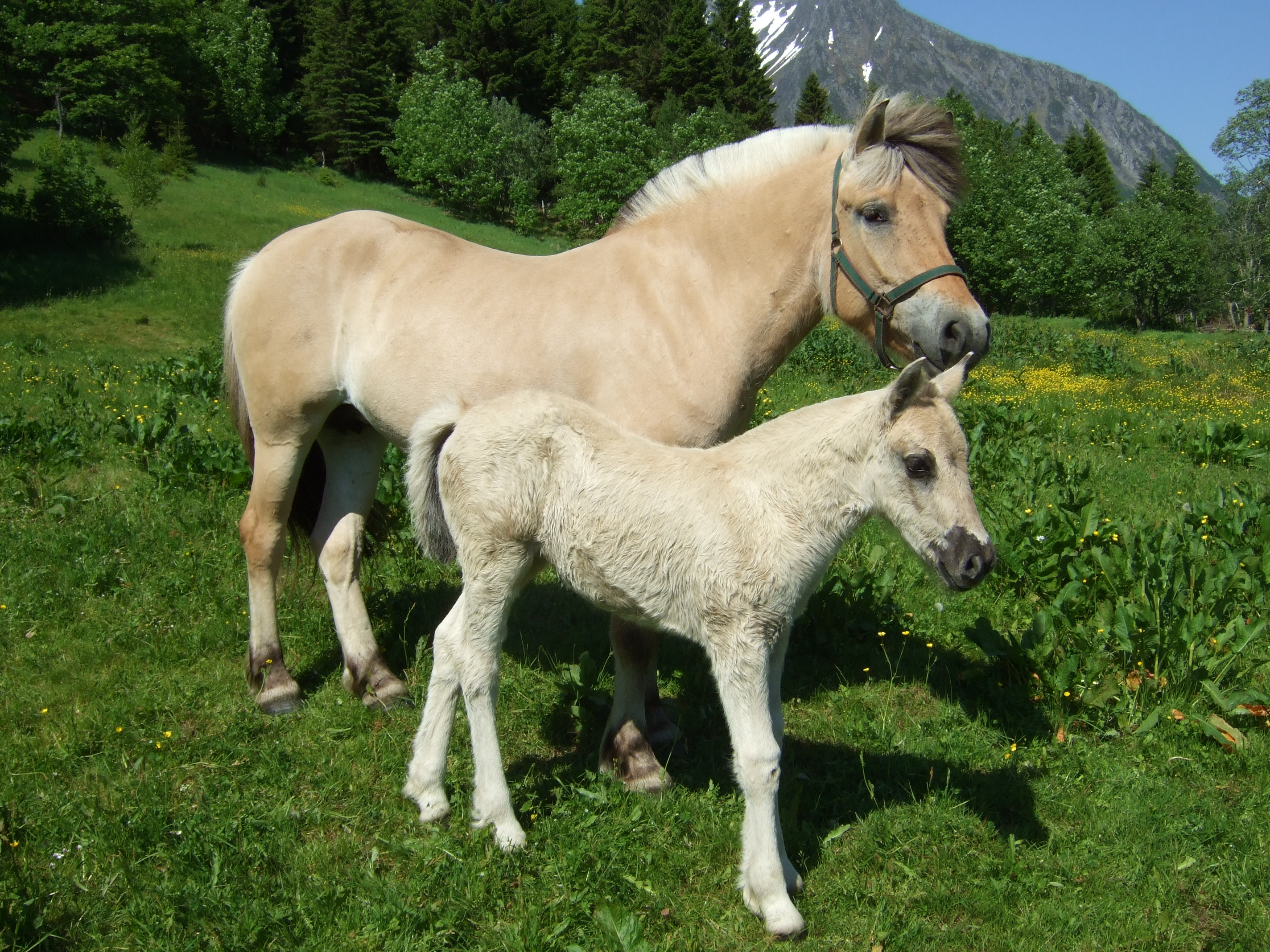

Fjordský kůň je plemeno koně pocházející z Norska. Typická je plavá barva, černo-bílá hříva a ocas a úhoří pruh. Přes svoje jméno patří mezi poníky.

## Historie
Fjordský kůň byl domestikován okolo roku 2000 př. n. l. Relativní izolace Skandinávie přispěla k udržení původního charakteru. Fjord je výrazně primitivní plemeno připomínající koně Převalského. Dříve je jako jezdecká zvířata využívali vikingové. Fjord je pravděpodobně předchůdce většiny chladnokrevných koní v Evropě. V Norsku žijí polodivokým životem. Fjordský kůň byl mimo jiné dříve používán i při zápasech hřebců za dob vikingů. Tyto zápasy nezřídka končily smrtí poražených. Vikingové takto ověřovali zdatnost chovných hřebců. Vikingové rozšířili toto plemeno do Velké Británie, na Island a do Skotska, kde fjord ovlivnil zdejší plemena. Fjordský kůň je označován za jedno z nejčistších a nejstarších plemen v Evropě. Přestože se Norsko uvádí jako země původu, pochází toto plemeno zřejmě až z daleké Asie. Do Norska se dostal zhruba před 4000 lety. Jeho název měl několik podob jako např.: Nordfjordling, Nordfjordhest, Fjordhest, či Fjordling, zkráceně pak Fjord.

## Konstituce
Hlava je kratší a svalnatějšího  typu. Hřbet je pevný, záď je delší s nízko nasazeným ocasem. Končetiny jsou kratší, pevné s kvalitními kopyty.
Žíně mají charakteristické dvoubarevné zbarvení: hříva má uprostřed pruh z tmavších žíní a okolo světlejší. Fjordům roste dlouhá splývavá hříva, která se ale velmi často zastřihuje, podle zvyku vikingů, tak, že světlé pruhy jsou sestřiženy zhruba 2 až 3 cm pod hřívu tmavou. Poslední dobou jsou střihy hřívy populární v provedení různých ornamentů, např. hradeb, srdce či klikyháků. Ocas je taktéž kombinací dvou barev. Na hřbetě je tmavý úhoří pruh, který vede od krku z hlavy až k ocasu, a na nohách je zřetelné zebrování   a ztmavení. V kohoutku dorůstají výšky 140–155 cm.(existují i výjimky) Délka se pohybuje mezi 140–150 cm. Dožívá se 30–40 let.

## Zbarvení
Základní a nejrozšířenější barvou Fjordských koní je Brunblakk (Brown Dun) – srst ve všech odstínech krémové až světle hnědé. Hříva je černobílá, černou barvu může nahradit i tmavě hnědá. Úhoří pruh je taktéž černý či tmavě hnědý.
Rodblakk (Red Dun) – barva srsti se opět pohybuje v barevné škále mezi odstíny krémové až světle hnědé, v tomto případě ale spíše světlejší a více do rezava. Hříva je většinou velmi světlá, pruh v ní je mnohdy až nerozeznatelný, běžně ale zbarvený dohněda. Úhoří pruh a zebrování na nohou je vždy tmavší než barva těla, ale nikdy není černá. Rozdíl mezi Brunblakkem a Rodblakkem je v některých případech velmi těžce rozeznatelný.
Grå (Grullo / Grey Dun) – barva srsti se pohybuje od světle stříbrné přes popelavou až po tmavě břidlicově šedou. Oblast nozder a hlavy je o poznání tmavší, stejně jako končetiny a zebrování na nich. Úhoří pruh je tmavší než barva těla. Tmavý pruh ve hřívě většinou není černý, ale tmavě šedý. Může být zbarven dohněda či protkán jantarovou barvou. Zpravidla, čím tmavší je tělo, tím tmavší a výraznější jsou tyto primitivní znaky.
Ulsblakk (Uls / White Dun) – barva srsti je variantou hnědé barvy, je ale opravdu hodně světlá – krémová až bílá, může být i lehce našedlá (tzv. zředěná barva); způsobena faktorem snižujícím produkci pigmentu. Úhoří pruh je černý nebo téměř černý. Světlá barva ve hřívě nemusí být bílá, ale světlejší než barva těla. Pruh ve hřívě je černý či tmavě šedý.
Gulblakk (rozšířeněji Kvit / Yellow Dun) – nejvzácnější ze zbarvení Fjordských koní, světlejší varianta barvy Rodblakk (způsobena stejným genem jako u Ulsblakk). Srst je velmi světle krémová až sněhobílá, kůže růžová i tmavá (u ostatních pouze tmavá). Úhoří pruh je tmavší než tělo, nikdy ne černý. Hříva, ohon a kštice mohou být bez jakéhokoliv náznaku tmavší barvy zcela světlé či s lehkým náznakem tmavší barvy.

## Využití
Fjord  je velmi všestranné plemeno a hodí se do jakéhokoliv odvětví jezdeckého sportu. Pro jeho vynalézavost a velkou obratnost patří k výborným plemenům pro práci v horách. Dnes je hodně používán jako ideální kůň pro agroturistiku, ale hodí se i pro vytrvalost, parkur i drezuru. Pro jeho obratnost je dosti používán ve vozatajských soutěžích. U nás byl často křížen s huculem a následně používán pro práci v lese. Přestože je toto plemeno velmi oblíbené pro začátečníky a děti, není to typický „pony pro všechno“.

## Chov
Chov a mateřskou plemennou knihu v současné době spravuje FHI, která sdružuje jednotlivé země a udává směr chovu Fjordského koně. „Nejvyšší cíl chovu Fjorda“, podle současného norského plemenného rejstříku a chovatelského plánu, "je směřovat skrze čistotu chovného programu k zachování charakteru a všestrannosti plemene.“ Jedním z hlavních chovných cílů je zachování charakteru, který je pro toto plemeno typické.
Na Mezinárodní konferenci (International Conference) v roce 1996 byl nabídnut následující poetický popis Fjorda k představení toho, co Norové „cítí“ jako typické pro tohoto koně. Písemný popis byl vytvořen se zřetelem k původnímu místu plemene, hornaté oblasti Vestlandet (Západní Norsko). Členové Norské společnosti pro chov Fjordského koně vybrali krásný umělecký popis koně, působivě zobrazující živý obraz skutečného Fjorda:
„Oči by měly být jako horská jezera za večera při letním slunovratu, velké a jasné. Hrdý sklon šíje by měl být jako chlapec z hor na cestě ke své milované. Správně ohraničený kohoutek jako obrysy hor proti večerní obloze. Měl by být plný života stejně jako jarní vodopád a přitom zůstat dobromyslný.“
Největší stádo Fjordského koně v ČR je chováno rodinou Pfefrových ve Staré Pace (Fjordský hřebčín Stará Paka).[zdroj?]